# ソルト・アンド・ビネガー・チップス

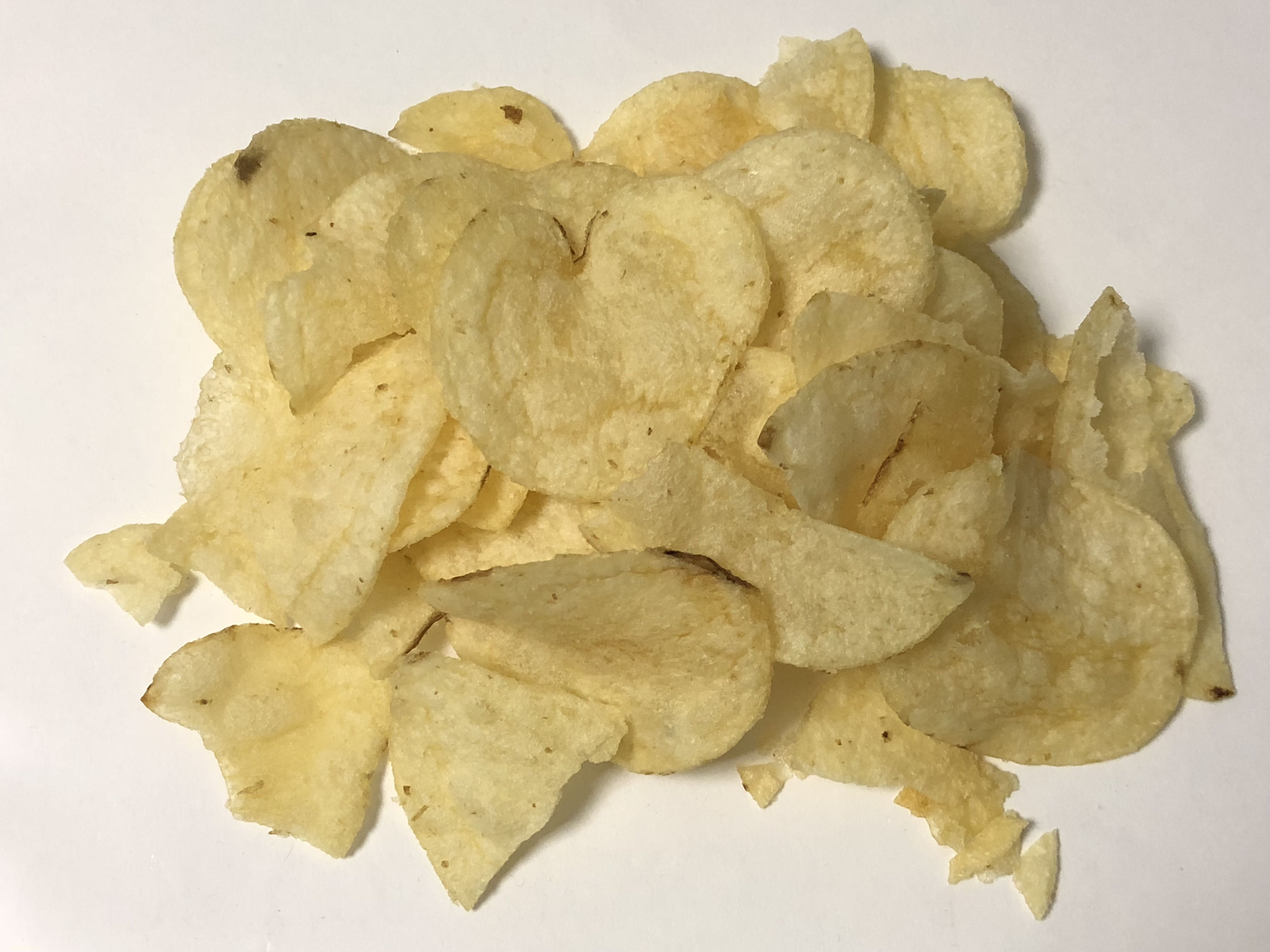
レイズ・ポテトチップスのソルト&ビネガー味。

ソルト・アンド・ビネガー・チップス（英: salt and vinegar chips）はポテトチップスの一種。英国では定番と見なされており、ポテトチップスのフレーバーとしては最初期の一つでもある。酢味が効いたポテトチップスが好まれるカナダでも販売されている。米国ではその種の味付けはカナダほど人気ではないが、ハーズ・スナックスのようなメーカーがソルト&ビネガー味のポテトチップスを出している。2020年の調査によると、ソルト&ビネガーは米国で4番目に消費が多いポテトチップのフレーバーだった。
ソルト・アンド・ビネガー・チップスは袋を開封すると特有の香りがある。ウェブメディア Tasting Table のライターはビールとの相性の良さを評価した。製法には、酢酸ナトリウムや各種の酸のような添加物によって鮮烈な酸味を出すタイプや、天然の酢をベースにした調味粉を用いるタイプがある。ヴィーガン向けに植物性原料のみを用いた商品も複数の企業から発売されている。